# Yan Liben
Yan Liben (xinès simplificat: 阎立本; xinès tradicional: 閻立本; pinyin: Yán Lìběn) fou un pintor i funcionari de la cort xinès que va viure sota la dinastia Tang. No es coneix la data exacta del naixement de Yan que seria vers l'any 600 i va morir el 673. Fou aristòcrata, baró Wenzhen de Boling, i alt funcionari de la cort imperial. Es va encarregar de l'arquitectura d'edificis palatins. Va ser ministre de l'emperador Gaozong. Cèlebre per la seva obra Els Tretze Emperadors que es conserva parcialment al Museu de Belles Arts de Boston. També va pintar temes budistes i taoistes.

## Biografia

### Origen
Es desconeix la data de naixement de Yan Liben, però la seva maduresa hauria coincidit amb l’arribada de la dinastia Tang en l’any 618. Per tant, hauria nascut vers l’any 600.
Yan Liben va créixer a Wan-nien, a la capital de la zona est de Chang'an. El pare de Yan Liben, Yan Pi, fou pintor i també enginyer durant la dinastia Sui, arribant al càrrec de vicedirector de construcció. Yan Pi va ensenyar a Yan Liben i el seu germà major Yen Li-te l’ofici de pintor. Ambdós germans van acabar sent coneguts per les seves habilitats artístiques i arquitectòniques, qualitats heretades del seu pare. Yan Liben va col·laborar amb el seu germà en dues obres: Els portadors de tributs i La Insígnia de l’emperador.
Yan Liben també va estudiar l'obra d'alguns mestres de la pintura xinesa, com per exemple Cheng Fa-shih o Chang Seng-yu de la dinastia Liang.

### Durant el regnat de l’emperador Taizong
L’emperador Taizong, el segon de la dinastia Tang, va encarregar a Yan Liben diverses pintures. Normalment, li encarregava retrats d’homes d’estat competents, escolars il·lustres o també d’estrangers.
Yan Liben gaudia de reconeixement i prestigi tant de l’emperador Taizong com de la resta de la cort. Tanmateix, sembla que l’artista no acabava de sentir-se a gust treballant amb la pintura, ja que l’ofici de pintor no era una vocació forçament venerada. Segons una coneguda anècdota, mentre l’emperador Taizong anava amb els seus erudits en una barca a l’estany del jardí imperial, va observar uns ocells. Va quedar tan meravellat amb aquests ocells que va demandar als seus acompanyants que componguessin poemes d'aquesta escena, i també va demandar a Yan Liben que els pintés davant de tota la cort. Ell era en aquell moment  secretari superior de la Junta de Títols de la Noblesa (a la Junta de l'Oficina Civil), i el fet que els assistents imperials el coneguessin només com el pintor imperial li produïa vergonya. Va sofrir una humiliació tan gran que, després d’aquest succés, Liben va recomanar al seu fill que no seguís el seu exemple i que s'allunyés de la pintura.
En qualsevol cas, aquest episodi demostra que no era estrany que els pintors de l'època Tang pintessin basant-se en models de la natura.

### Durant el regnat de l’emperador Gaozong
Durant el regnat de l’emperador Gaozong, fill de l’anterior emperador Taizong, Yan Liben va treballar com a arquitecte imperial. També va succeir el seu germà Yen Li-te com a ministre d’obres públiques entre 656 i 660 Pocs anys, cap a l’any 669, va ascendir a cap de l’oficina d’exàmens del govern i  Baró de Boling. Dos anys després esdevé Secretari General de la Secretaria (cap de l'agència legislativa). Finalment mor en el 673.

## Obra

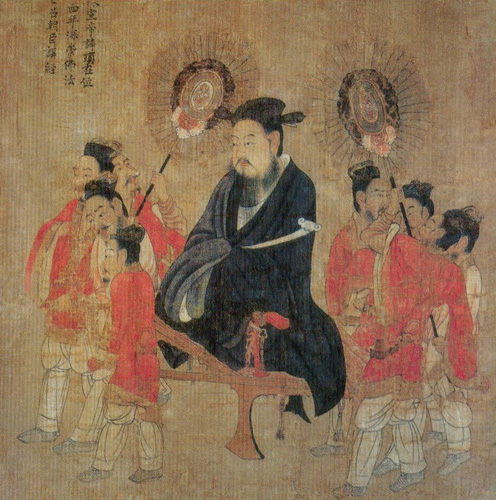
"Emperador Xuan de Chen"

Yan Liben es va encarregar de dissenyar l’arquitectura d’edificis palatins. Fou especialment reconegut per la seva faceta com a pintor, destacant els seus retrats de personatges il·lustres. Un inventari de 1120 atribueix a Yan Liben un total de 42 pintures, tot i que en aquest  el rotlle dels Tretze Emperadors no es troba inclòs. Liben només compta amb quatre temes budistes dins d’aquest inventari: Vimalakīrti (en dues versions), El Rei Paó, Kuan-yin i Netejant l'Elefant. En contraposició n’hi ha 12 temes taoistes. El contingut restant són retrats, déus planetaris i constel·lacions, i registres pictòrics d’episodis contemporanis. A l’actualitat hi han més pintures que es creuen que formen part de la seva obra.
Yan Liben emprava la tècnica gong bi, una tècnica realista dintre la pintura xinesa que persegueix una representació descriptiva i minuciosa a través de pinzellades fines i precises, fugint de l’expressivitat individual. Aquest tipus d’estil abasta normalment pintures refinades i ornamentades, presentant una estètica senyorial, i és present en pintura figurativa i en imatges d’ocells i flors.
Durant la dinastia Tang trobem diferents formes de propagació de les obres d’art. En el cas de pintors com Yan Liben, les obres d’art eren mercantilitzades com a productes de gran valor i difícil obtenció. Aquest valor tan elevat feia que aquestes pintures fossin imitades. Tot i que aquestes còpies fossin d’una qualitat inferior a l’original, el treball de l’artista original era promogut de totes formes i la seva popularitat augmentava.
A continuació es comenten algunes de les seves obres més emblemàtiques.

### Els Tretze Emperadors
Rotlle compost per tretze emperadors des de la dinastia Han fins a la Sui, cadascun acompanyat per un o més acompanyants. Cada personatge té el seu nom al costat superior dret. Alguns estan drets: altres, asseguts. Les composicions de cada grup presenten variacions en la postura, les vestimentes o els mateixos acompanyants. Tots els emperadors, independentment de l'èxit o fracàs dels seus regnats, es troben representats amb respecte i dignitat.
L'estil segueix el corrent habitual dels primers anys de la dinastia Tang, amb línies d’expressió encara gens pretensioses en comparació amb període Tang més avançat. Yan Liben va ser capaç de relluir el caràcter intern dels personatges representats a través de la tècnica gong bi, utilitzant línies de pinzellades refinades i colors estèticament agradables.
Se sol atribuir el rotlle sencer a la mà de Yan Liben, però en veritat els primers sis grups (des de Chao-wen Ti fins a Wu Ti) es van realitzar en una data d’execució més tardana respecte als altres set grups. Aquests sis grups es tracten de còpies de les pintures originals, segurament realitzades per la manca de possibilitat de reparacions, i daten dels segles X i XI. Comparats amb els originals, es troben en un millor estat de conservació: els colors són més intensos i la seda del rotlle és diferent, tot i que el dibuix no té el mateix nivell de destresa.
Els retrats no corresponen del tot amb una realitat històrica documentada. En aquests retrats, Yan Liben expressaria les seves opinions polítiques respecte als anteriors governs, centrant-se en les postures dels antics emperadors envers la religió i com aquesta va influir en la gestió de l’imperi.

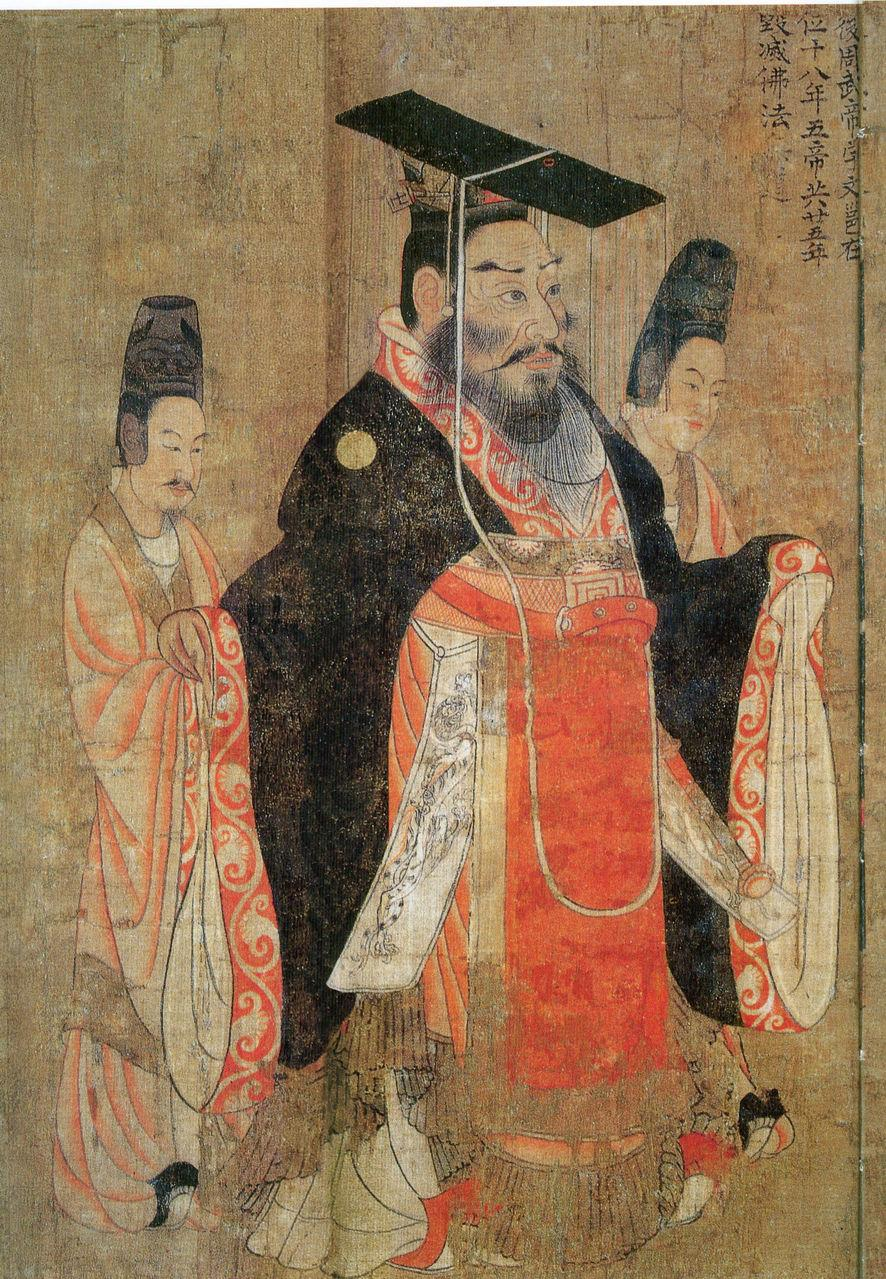
Emperador Zhou Wu

Les inscripcions són majoritàriament breus, sense comentaris. Inclouen el títol imperial, el nom del regent i els anys que va governar. Les inscripcions dedicades als emperadors Xuan, Chen Wen i Zhou Wu són més llargues i fan referència a l'actitud d’aquests emperadors respecte a la religió. Aquestes inscripcions demostren la preocupació de Yan Liben en la implicació dels emperadors en la religió: Liben creia que un bon emperador havia d’allunyar-se tant com fos possible de la religió, ja que els emperadors que es deixen influenciar per les seves creences acaben portant destrucció al seu regne. Per tant, els Tretze Emperadors no són simples pintures històriques, sinó un comentari de les opinions polítiques de l'artista. Per a il·lustrar aquestes idees Liben no fa servir paraules, sinó que s’aprofita de recursos visuals com la roba, els accessoris o la interacció entre personatges.

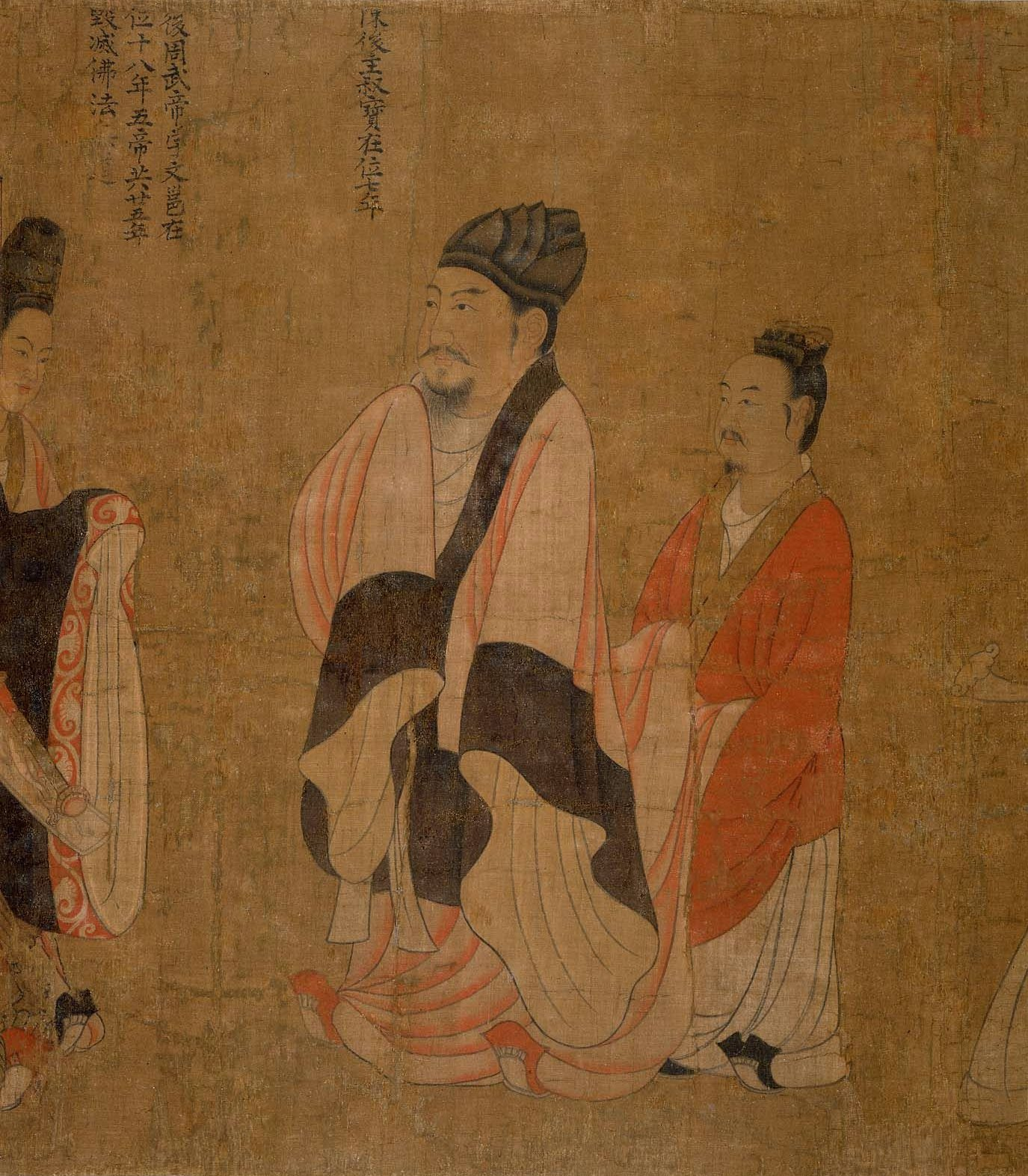
Emperador Chen Houzhu

Un exemple il·lustratiu és el de Wu, de la dinastia Zhou. Aquest emperador està inclòs en aquest pergamí perquè s’oposava a les doctrines religioses. Wu mostra una figura alta i robusta, i està acompanyat per dos funcionaris confiats i calmats, mostrant visualment el seu triomf polític. En contraposició trobem a l'emperador Chen Houzhu, qui, a diferència d'altres emperadors dempeus, només compte amb un acompanyant cortesà, el qual no vesteix com a oficial de rang elevat. A més, Houzhu mostra un llenguatge corporal menys altiu i vesteix un wushamao, el barret típic dels funcionaris. A més, en la inscripció de Zhou Wu dins del rotlle es pot llegir “[Wudi] va destruir el budisme”. Durant el seu mandat va imposar dos mandats imperials contra el budisme i va destruir més de 40000 temples budistes. Les seves accions van augment el nombre de pagadors d’impostos i de població elegible per ser reclutat a l'exèrcit, enfortint el país i demostrant que era un líder capaç.

### Els sis cavalls del Mauseolu Zhao

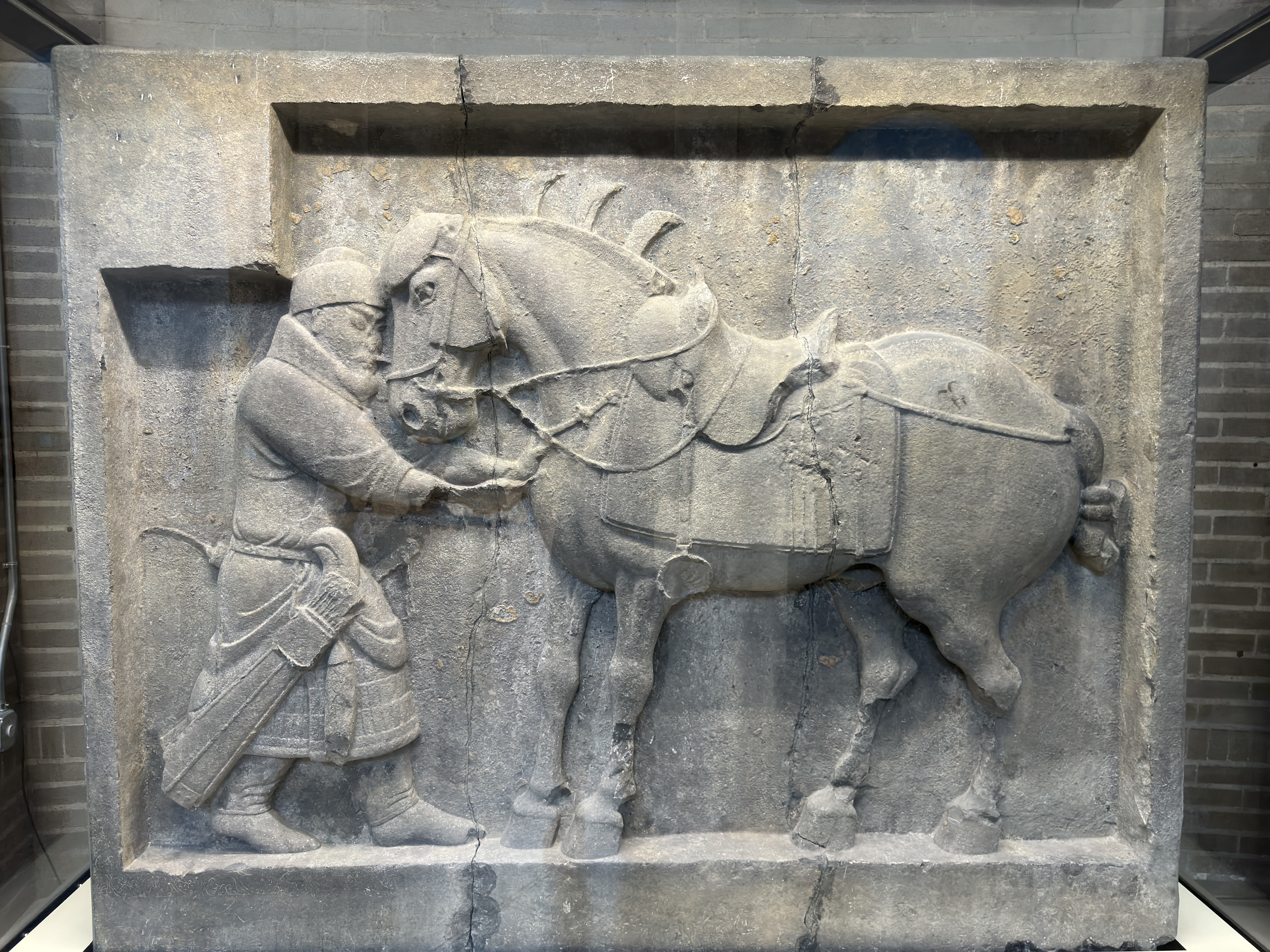
Un dels sis corcers del mausoleu de Zhao

És molt probable que Yan Liben participés en el disseny del Mausoleu Zhaoling. També se li atribueix el disseny dels monumentals Sis corcers del Mausoleu Zhao, un conjunt de relleus de pedra que representen els cavalls de guerra predilectes de l’emperador Taizong (mort al 649). No hi ha documents que justifiquin l’autoria d’aquests relleus, però aquest vincle es justifica amb l’estil, és força similar al del rotlle dels Emperadors ubicat a Boston. El relleu pla i lineal suggereixen que es van tallar a partir de dibuixos o pintures. Liben també hauria realitzat una sèrie de retrats per la tomba, potser murals. Però aquests van desaparèixer després del segle IX.

### L'emperador Taizong rebent l'enviat tibetà

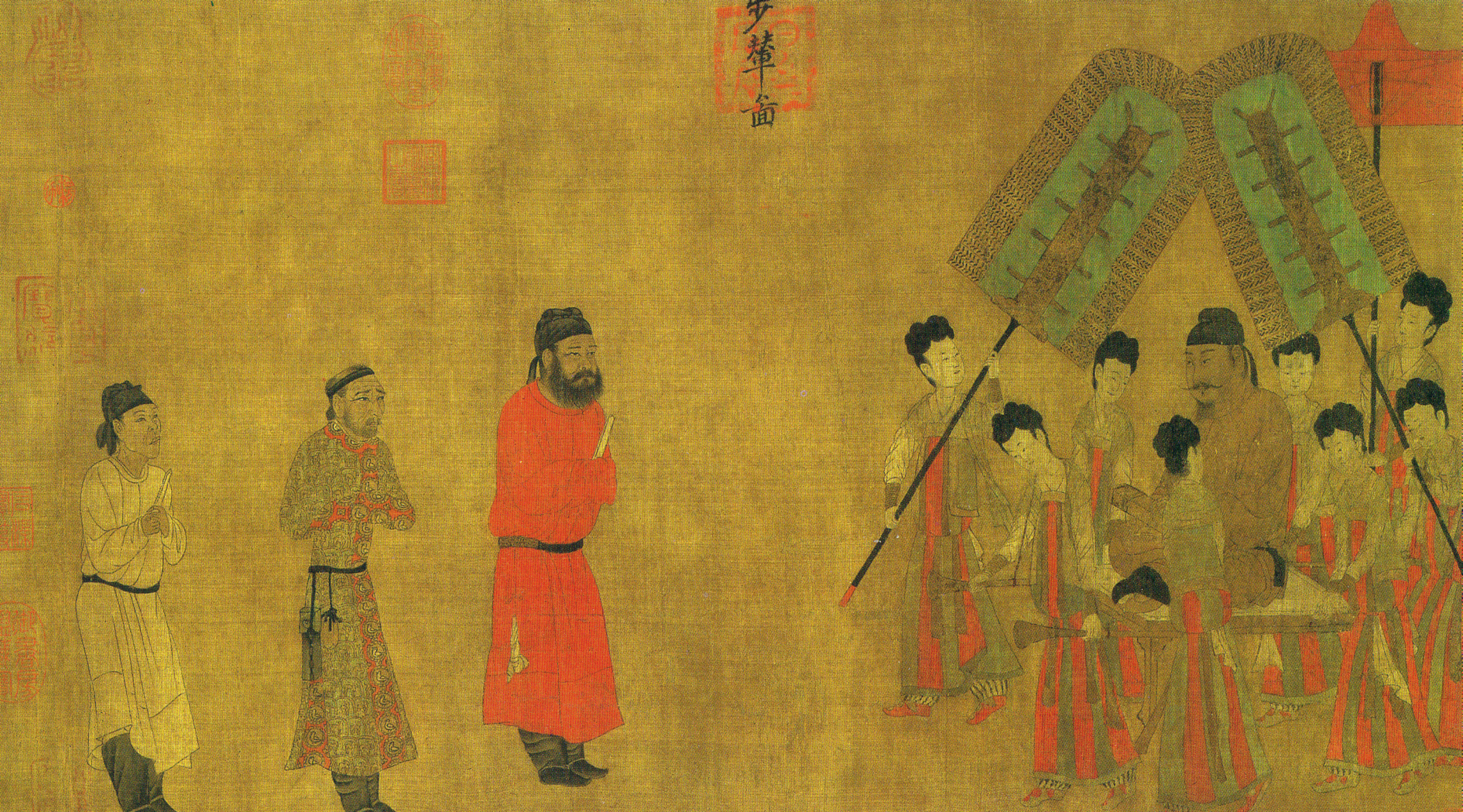
L'emperador Taizong rebent l'emissari tibetà (Bunian Tu)

Aquesta pintura (també anomenada Bunian Tu) mostra el moment en què uns emissaris de Tufan van arribar a Chang’an per sol·licitar permís per casar-se amb la princesa Wencheng l'any 490 dC. Aquest grup es troba a l’esquerra de la composició i està compost per l’enviat tibetà Lu Dongzan, amb un vestit de brocat, un oficial de protocol xinès vestit de vermell i un assistent de cort vestit de blanc. Davant seu es troba l’emperador Taizong assegut en un sedan reial, acompanyat per diverses serventes, algunes amb ventalls i un para-sol vermell. Destaca l’actitud serena i solemne. El treball de Yan Liben mostra una línia finia  i colors vius.

## Galeria

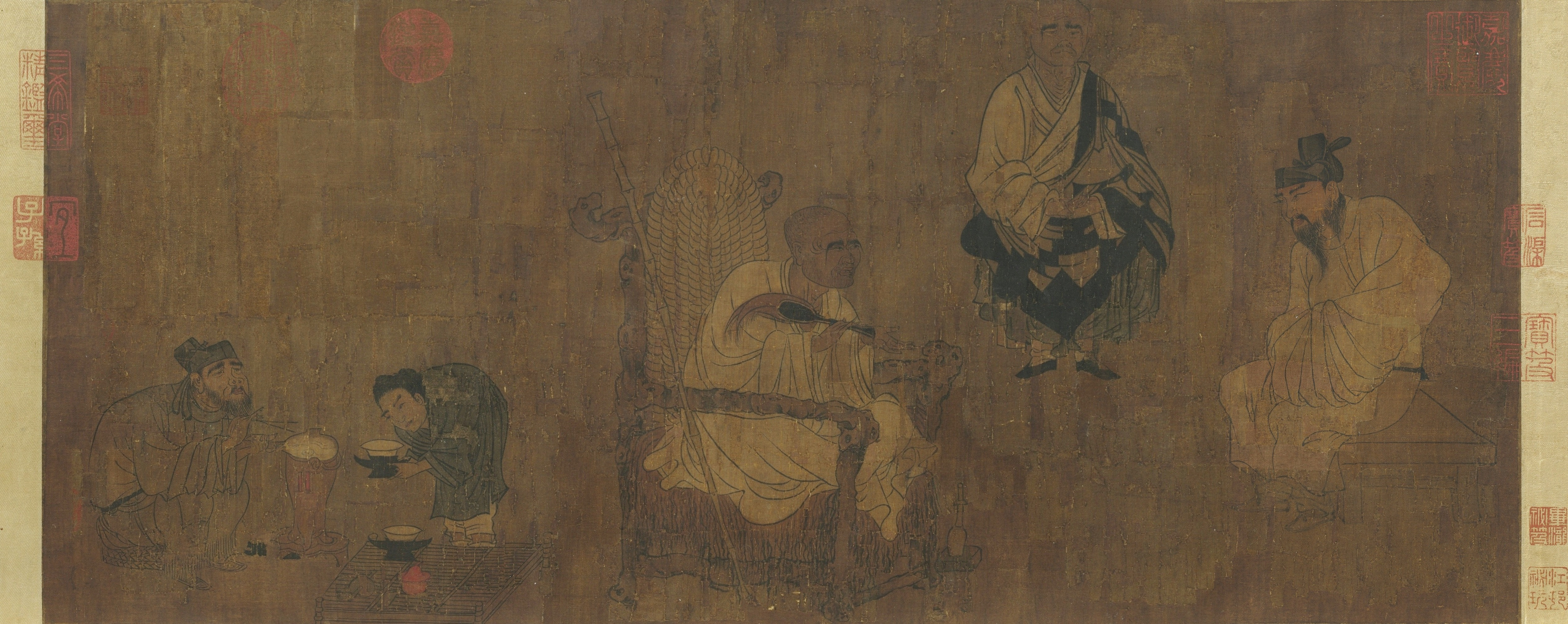
Xiao Yi Adquirint el Prefaci de Pavelló de l'Orquídia per engany
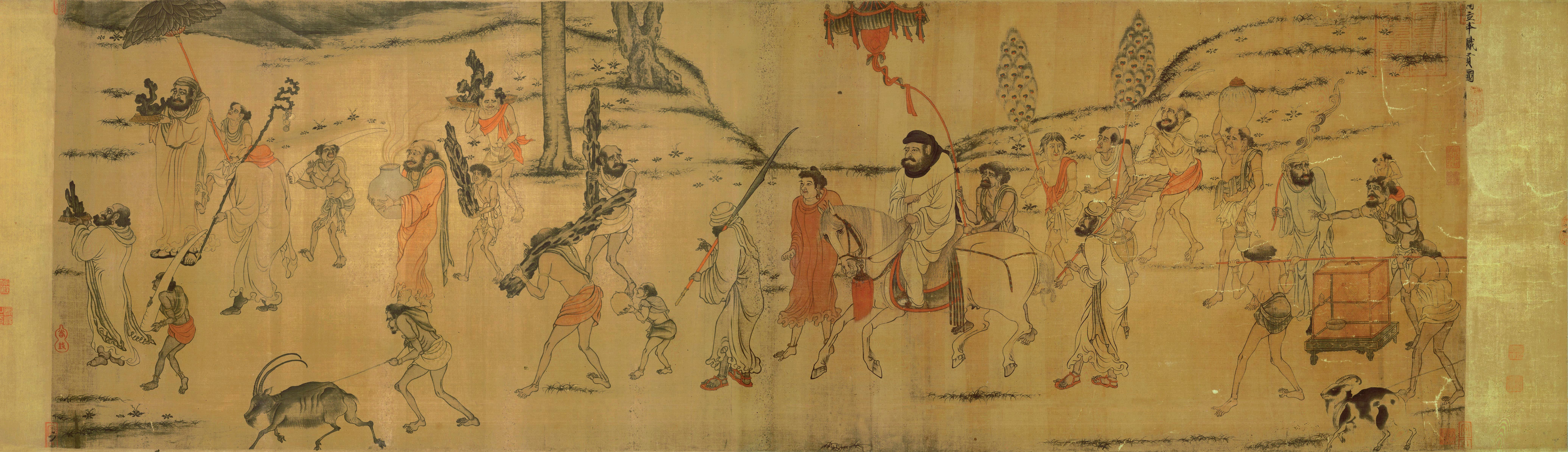
Retrats de l'ofrena periòdica de Tang. Còpia de la dinastia Song, segles XI-XIII